# Charlotte Hall
Charlotte Hall é uma Região censo-designada localizada no estado americano de Maryland, no Condado de Saint Mary's.

## Demografia
Segundo o censo americano de 2000, a sua população era de 1214 habitantes.

## Geografia
De acordo com o United States Census Bureau tem uma área de
13,2 km², dos quais 13,2 km² cobertos por terra e 0,0 km² cobertos por água. Charlotte Hall localiza-se a aproximadamente 45 m acima do nível do mar.

## Localidades na vizinhança
O diagrama seguinte representa as localidades num raio de 20 km ao redor de Charlotte Hall.